# Acrobolbus bustillosii
Acrobolbus bustillosii là một loài rêu tản trong họ Acrobolbaceae. Loài này được (Mont.) Trevis. miêu tả khoa học lần đầu tiên năm 1877.